# Comandamento
Si definisce Comandamento una legge imposta dalla divinità alla comunità che crede in essa.

È generalmente rivolto a tematiche:
- di gestione della famiglia,
- di rapporti tra le persone,
- riguardanti il culto della divinità.

I comandamenti prevedono punizioni severe per i fedeli che non seguono la legge, e ricompense per i devoti osservatori degli obblighi. Tali punizioni e ricompense sono in genere ultraterrene.
I comandamenti sono generalmente raggruppati in un corpus legislativo formato da un diverso numero di leggi e da un diverso stile.

## Il Decalogo ebraico e cristiano
I comandamenti più conosciuti sono quelli che formano il corpus dei Dieci Comandamenti. Essi sono alla base della religione ebraica e cristiana. Essi sono semplici e riguardano i rapporti morali del singolo con Dio, con la famiglia e con le persone. Essi sono stati 
ricevuti, secondo la Bibbia, da Mosè durante l'Esodo.
I dieci comandamenti, secondo l'insegnamento di Gesù, si riassumono nel cosiddetto comandamento nuovo della carità.

## 613 mitzvòt
Per l'Ebraismo la Legge (in ebraico Torah) consta di 613 precetti, articoli brevi che trattano il rapporto puramente religioso tra il singolo e Dio e tra il popolo prescelto e gli altri popoli; spesso alcuni articoli sono ridondanti per rinforzare il concetto cardine della religione: il popolo ebraico è il prescelto.